# Казенська сільська рада
Казе́нська сільська рада (рос. Казёнский сельский совет) — сільське поселення у складі Альменєвського району Курганської області Росії.
Адміністративний центр — село Казенне.
Населення сільського поселення становить 470 осіб (2017; 666 у 2010, 826 у 2002).

## Склад
До складу сільського поселення входять:
| Населений пункт             | Населення, осіб (2002) | Населення, осіб (2010) |
| --------------------------- | ---------------------- | ---------------------- |
| Зенікай, присілок           | 176                    | 137                    |
| Казенне, село               | 497                    | 414                    |
| Кілей-Козаккулово, присілок | 153                    | 115                    |